# Sicoris Club
El Sicoris Lleida es un equipo de fútbol sala de la ciudad de Lérida. Fue fundado en 1973. Es la sección de Fútbol Sala del club polideportivo Sicoris Club. Actualmente juega en la Segunda División B de fútbol sala (anteriormente denominada Nacional "A") de la LNFS. El club había militado nueve temporadas en la categoría de Segunda División (anteriormente División de Plata).